# Антонов, Эмиль
Эмиль Антонов (болг. Емил Антонов) (4 марта 1950, София, Болгария) — скандальный болгарский писатель, известен открытым сочувствием к национал-социалистическим идеям.
Эмиль Антонов — по образованию врач. Принимает активное участие в политической и общественной жизни Болгарии, в частности её ультраправом спектре. Широкую, и преимущественно негативную известность приобрёл себе благодаря ряду работ, в которых выступает открытым апологетом государственности фашистского типа, отрицает Холокост и разрабатывает теории заговора. Наибольший резонанс получили его работы «Я, Бенито Муссолини», «Война рас, культур и антикультур», «Дневник одного еврея», «Их борьба или как евреи овладели миром».
Состоит в крайне-правой Болгарской национально-радикальной партии, в этом качестве баллотировался на пост мэра Софии, где намеревался «бороться с иудео-масонской мафией, которая с 9 сентября 1944 года держит Болгарию в своих лапах». Получил 463 голоса или 0,18 % от числа проголосовавших.
В 2011 году против Антонова было открыто дело по обвинению в разжигании межнациональной ненависти в связи с изданием книги «Основы национал-социализма».

## Публикации
На ноябрь 2009 года Эмиль Антонов был автором 14 книг, в том числе
:
- Антонов Е. Аз, Бенито Мусолини. — Лаков Прес, 2000. — 124 с. — ISBN 9544830456.
- Антонов Е. Войната на расите, културите и антикултурите. — Лаков Прес, 2002. — 102 с. — ISBN 954-483-060-X.
- Антонов Е. Дневникът на един евреин. — Лаков Прес, 2000. — 199 с. — ISBN 954-483-042-1.
- «Как ционистите убиха Сталин» (2001)
- «Краят на света или новият глобален ред на Третия Израел» (1999)
- «Основи на националсоциализма»
- «„Тяхната борба“ или как евреите завладяха света» (2001)
- «Тайните на Юда» (2000)